# تحليل سير عمل المشروعات
يعد تحليل سير عمل المشروعات (BWA)، المعروف أيضًا باسم أنظمة إدارة الأعمال، إحدى أدوات الإدارة التي تعمل على تبسيط إجراءات الأعمال وتشغيلها تلقائيًا وتحسين كفاءتها.

## نظرة عامة
كجزء من التحرك في اتجاه المكاتب اللاورقية، يمثل تحليل سير عمل المشروعات الطريقة التي تسمح للمشروعات بإدراك احتياجاتها الحالية بصورة أفضل ووضع أهداف مستقبلية. وتتمثل الأهداف طويلة المدى لتحليل سير عمل المشروعات في تقليل تكاليف المعاملة وإدارة الأداء.
وعمومًا يستلزم تحليل سير عمل المشروعات مشاركة كل من:
- الموظفين الذين يشتمل دورهم اليومي على معالجة المستندات والتعامل معها ومشاركتها.
- خبراء ذوي رؤية بكيفية العمل المطلوب القيام به.
- موظفي تكنولوجيا المعلومات مع تفهم الكيفية التي يمكن بها ترجمة الرؤية لحلول واقعية.
- الميسر والذي يتمثل دوره في إدارة المشروع والحفاظ على حدود الوقت والنفقات.

تحليل سير عمل المشروعات أثناء التنفيذ مثل توجيه الوثائق لمواقع مختلفة وتأمين الموافقات وجدولة التقارير وإعدادها.